# 李紹芬
李紹芬，字馥庭，湖北安陸縣人，清朝政治人物、进士出身。
光緒元年，恩科舉人。光緒二年（1876年）丙子恩科進士。光绪十年，吏部考功司幫掌印。光绪十三年，任會典館纂修。光绪十六年，改文選司主事。光绪十七年，任稽勳司員外郎。光绪十八年，署考功司掌印、任文選司郎中。光绪十九年，任文選司掌印。光绪二十一年，坐糧廳監督。光绪二十四年，任陝西潼商道。光绪二十七年，任陝西按察使、陝西布政使，兼護理陝西巡撫。同年改山西布政使、雲南布政使。